# Gavriíl Sakellarídis
Gavriíl Sakellarídis (grec moderne : Γαβριήλ Σακελλαρίδης), souvent appelé à l’étranger Gabriel Sakellaridis, né le 20 août 1980 à Néa Smýrni, est un économiste et homme politique grec.

## Biographie

### Engagement politique
Il est candidat aux élections municipales en 2014 pour le poste de maire d'Athènes. Il termine deuxième à l'issue du premier tour, se qualifiant pour le second, où il est battu par le maire sortant, Giorgos Kaminis.
Il est élu député au Parlement grec lors des élections législatives grecques de 2015 dans la première circonscription d'Athènes.
Le 27 janvier 2015, il est nommé porte-parole du gouvernement Tsípras.